# Estátuas de Ain Ghazal
As Estátuas de Ain Ghazal são uma série de estátuas monumentais de gesso de cal e estátuas de junco datadas do período neolítico C pré-olaria, descobertas na Jordânia, no sítio de Ain Ghazal (Ain Gazal). Um total de 15 estátuas e 15 bustos foram descobertos entre 1983 e 1985 em dois esconderijos subterrâneos, criados com cerca de 200 anos de diferença.
Datadas entre meados do sétimo milênio a.C. e meados do oitavo milênio a.C., as estátuas estão entre as primeiras representações em grande escala da forma humana e são consideradas um dos espécimes mais notáveis da arte pré-histórica de o período B ou C do Neolítico Pré-Cerâmica. Algumas estátuas humanas anteriores são conhecidas da Alta Mesopotâmia, como o Homem de Urfa.
Embora se afirme que eles representavam os ancestrais das pessoas da aldeia, seu propósito permanece incerto.
Todos fazem parte da coleção do Museu da Jordânia em Amã, mas alguns foram emprestadas em outro lugar ou enviadas para conservação. Uma estátua está no Museu do Louvre, em Paris. Uma das figuras com duas cabeças em exposição no Louvre em Abu Dhabi. Duas estátuas estavam sendo conservadas no Museu Britânico em Londres em 2013.

## Descrição

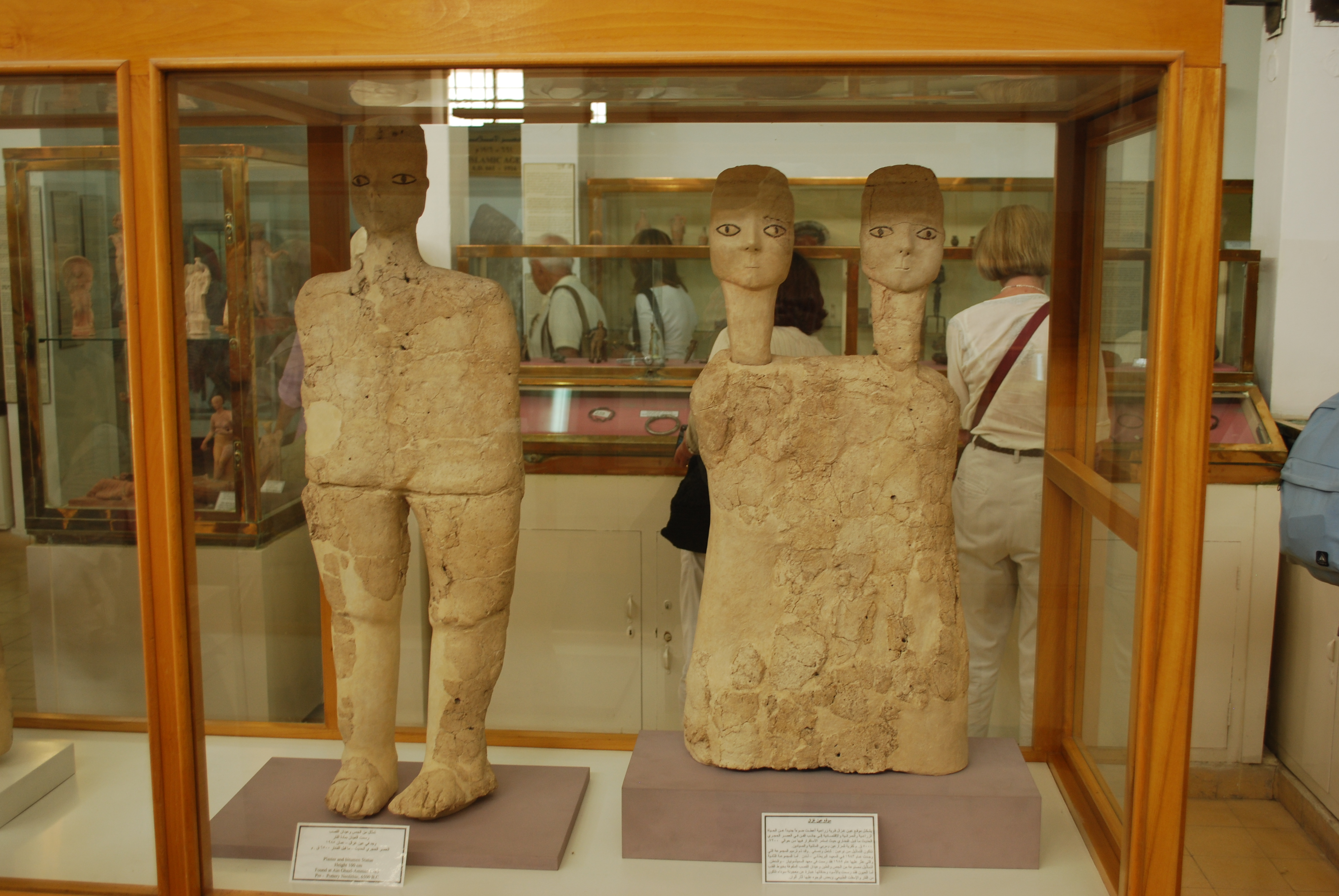
Estátuas na Cidadela de Amã

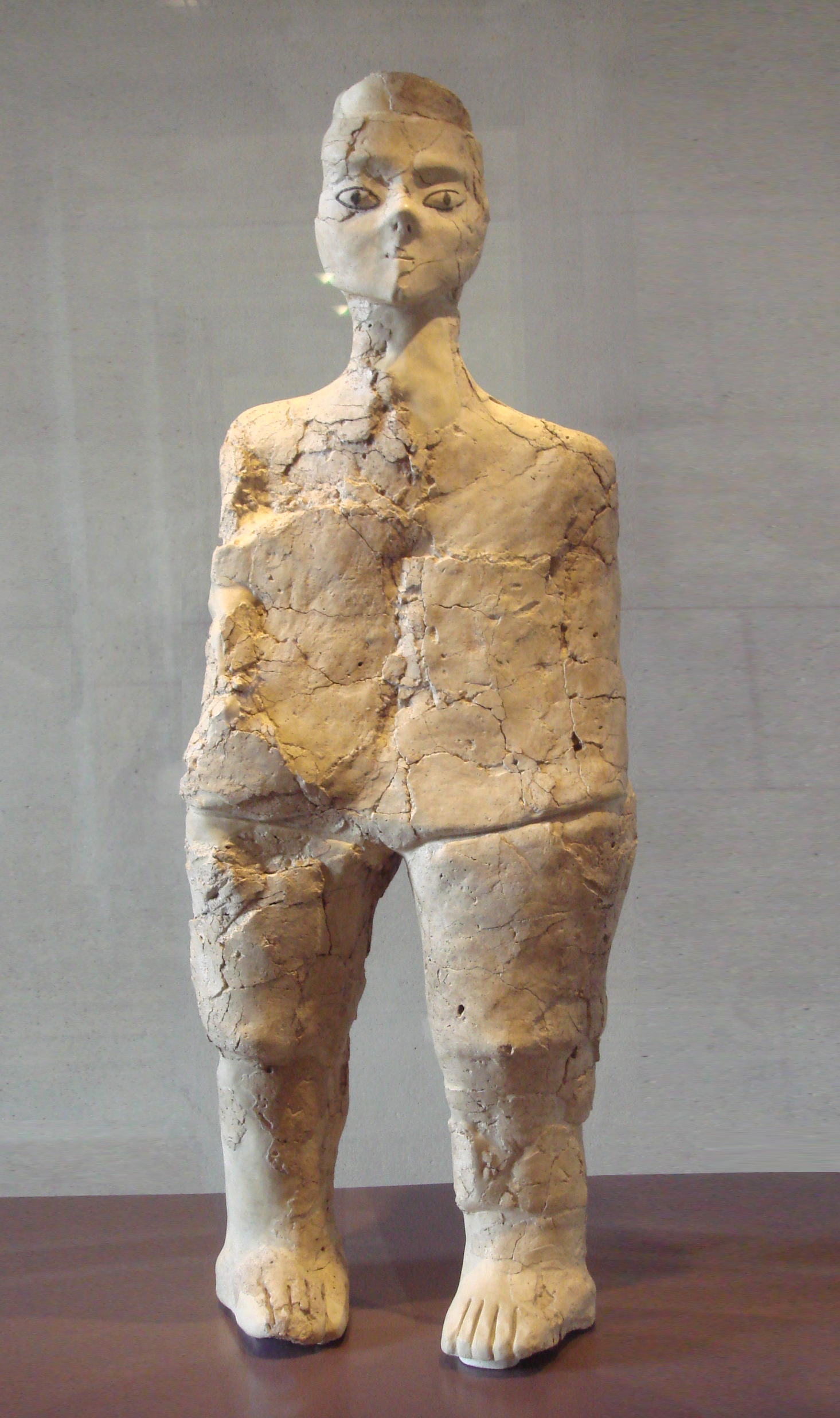
Estátua de Ain Ghazal em exposição no Museu do Louvre, em Paris

As figuras são de dois tipos, estátuas completas e bustos. Alguns dos bustos têm duas cabeças. Grande esforço foi colocado na modelagem das cabeças, com olhos bem abertos e íris delineadas por betume. As estátuas representam homens, mulheres e crianças; as mulheres são reconhecidas por características que lembram seios e barrigas ligeiramente aumentadas, mas nem as características sexuais masculinas nem femininas são enfatizadas, e nenhuma das estátuas tem genitais, a única parte da estátua modelada com algum detalhe sendo os rostos.
As estátuas foram formadas pela modelagem de gesso úmido de calcário em um núcleo de junco usando plantas que cresceram ao longo das margens do rio Zarca. O junco se deteriorou ao longo dos milênios, deixando as conchas de gesso com o interior oco. O reboco de cal é formado pelo aquecimento do calcário a temperaturas entre 600 e 900 graus Celsius; o produto, cal hidratada, é então combinado com água para formar uma massa, que depois é modelada. O gesso se torna um material resistente à água quando seca e endurece. Cabeças, torsos e pernas eram formados por feixes separados de juncos, que eram então montados e cobertos com gesso. As íris eram contornadas com betume e as cabeças cobertas com uma espécie de peruca.
Eles são comparativamente altos, mas não do tamanho humano, as estátuas mais altas têm uma altura de cerca de 1 m. Eles são desproporcionalmente planos, cerca de 10 cm de espessura. No entanto, foram projetados para ficar de pé, provavelmente ancorados ao chão em áreas fechadas e destinados a serem vistos apenas de frente. A forma como as estátuas foram feitas não teria permitido que durassem muito. E, uma vez que foram enterrados em perfeitas condições, é possível que nunca tenham sido exibidos por um longo período de tempo, mas sim produzidos para fins de sepultamento intencional.

## Descoberta e conservação

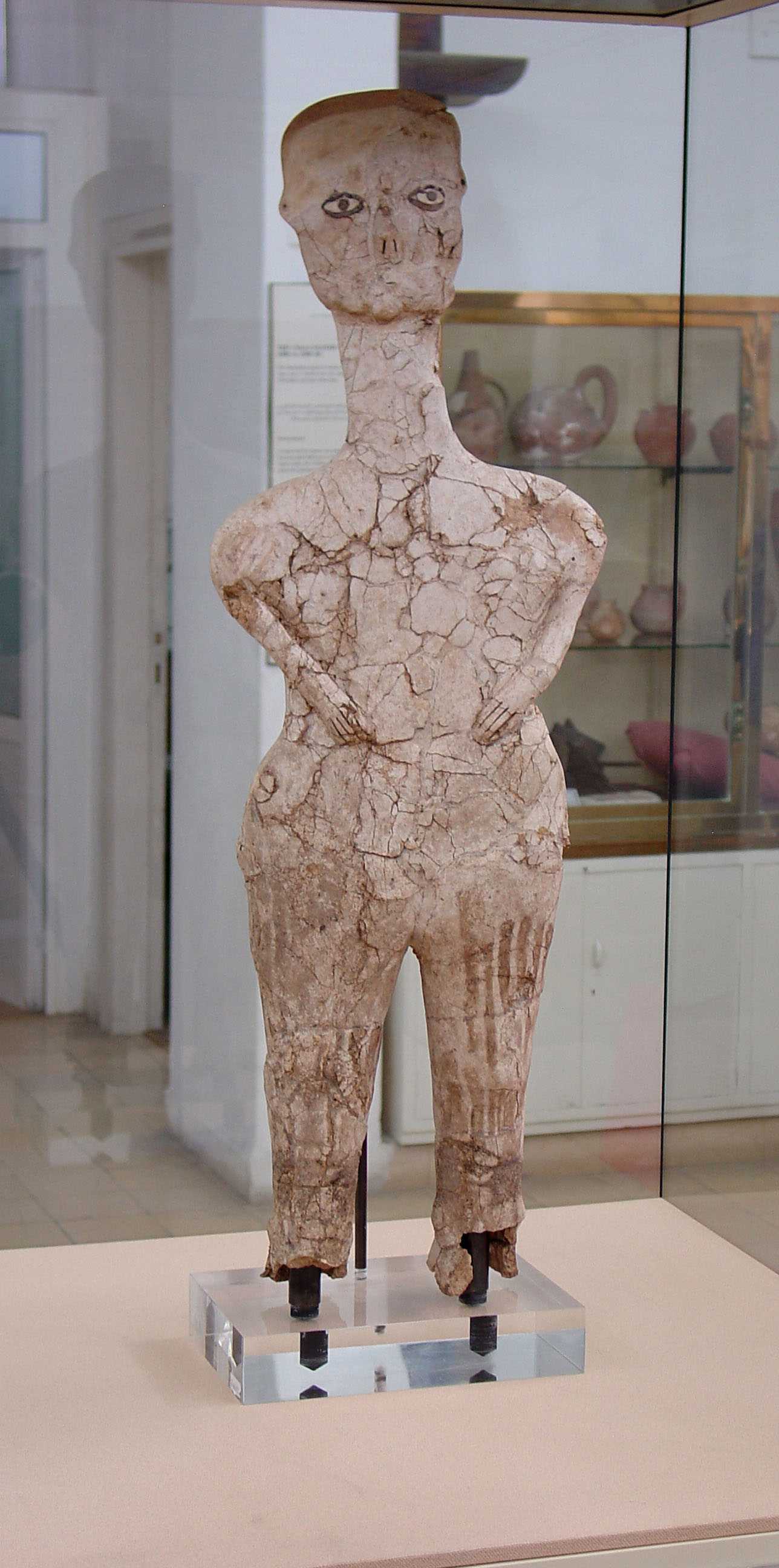
Estátua de Ain Ghazal no Museu Arqueológico da Jordânia, Amã

O sítio de Ain Ghazal foi descoberto em 1974 por incorporadores que estavam construindo uma rodovia ligando Amã à cidade de Zarqa. A escavação começou em 1982. O local foi habitado durante ca. 7250 – 5000 a.C. Em sua era principal, durante a primeira metade do 7º milênio a.C., o assentamento se estendeu por 10-15 hectares e era habitada por aproximadamente 3000 pessoas.
As estátuas foram descobertas em 1983. Ao examinar uma seção transversal da terra em um caminho aberto por uma escavadeira, os arqueólogos encontraram a borda de um grande poço de 2,5 metros sob a superfície contendo estátuas de gesso. A escavação liderada por Gary O. Rollefson ocorreu em 1984/5, com um segundo conjunto de escavações sob a direção de Rollefson e Zeidan Kafafi durante 1993 – 1996.
Um total de 15 estátuas e 15 bustos foram encontrados em dois esconderijos, separados por quase 200 anos. Por terem sido cuidadosamente depositados em fossos escavados no chão de casas abandonadas, eles estão notavelmente bem preservados. Restos de estátuas semelhantes encontradas em Jericó e no rio Hemar sobreviveram apenas em um estado fragmentário.
A cova onde as estátuas foram encontradas foi cuidadosamente cavada e o conteúdo colocado em uma caixa de madeira cheia de espuma de poliuretano para proteção durante o transporte. As estátuas são feitas de gesso, que é frágil principalmente depois de ter sido enterrado por tanto tempo. O primeiro conjunto de estátuas descoberto no local foi enviado para o Royal Archaeological Institute na Grã-Bretanha, enquanto o segundo conjunto, encontrado alguns anos depois, foi enviado para o Smithsonian Institution em Nova Iorque para trabalhos de restauração. As estátuas foram devolvidas à Jordânia após sua conservação e podem ser vistas no Museu da Jordânia.
Parte da descoberta foi emprestada ao Museu Britânico em 2013. Um espécime ainda estava sendo restaurado na Grã-Bretanha em 2012.

## Galeria

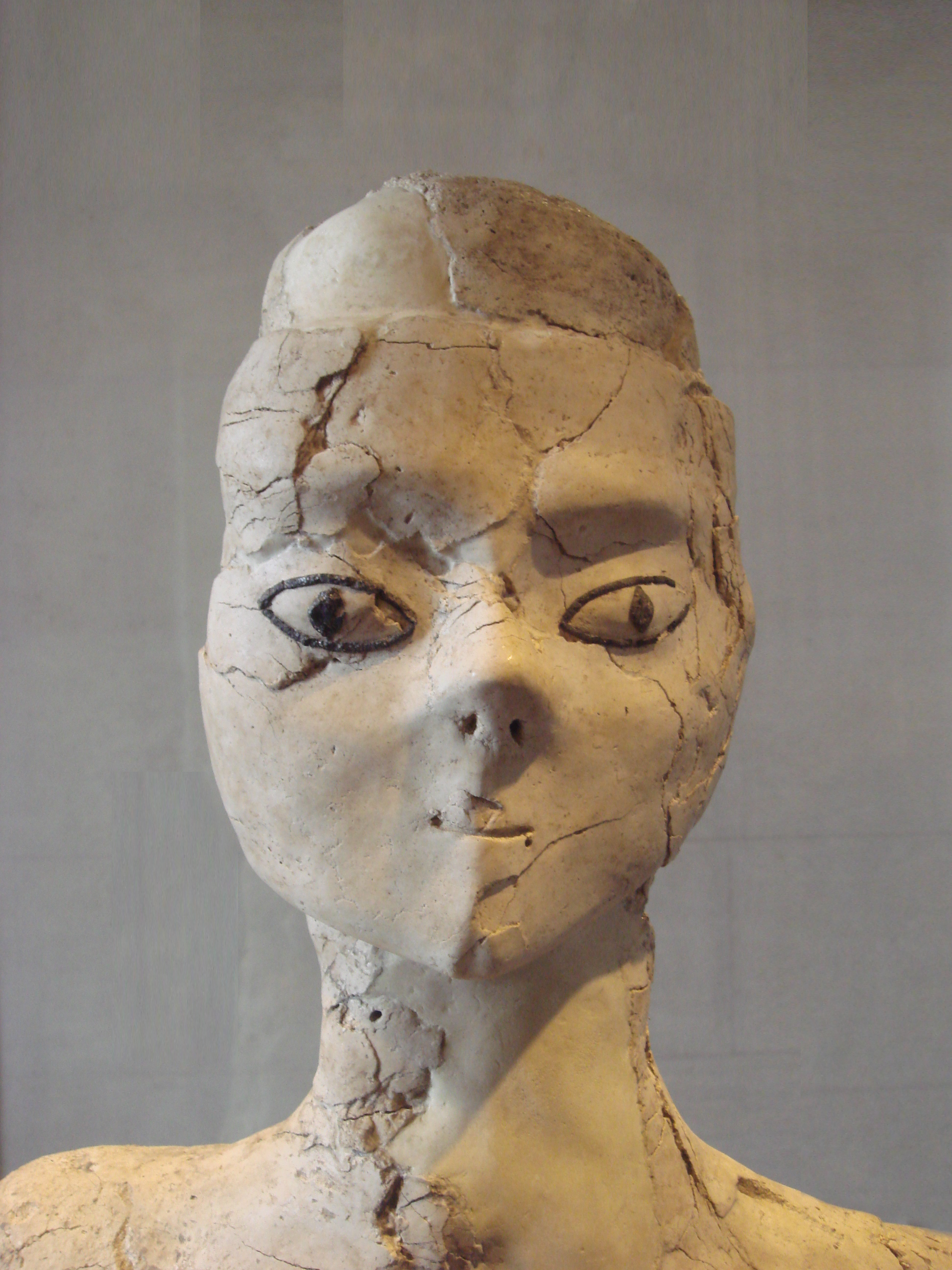
Estátua no Louvre
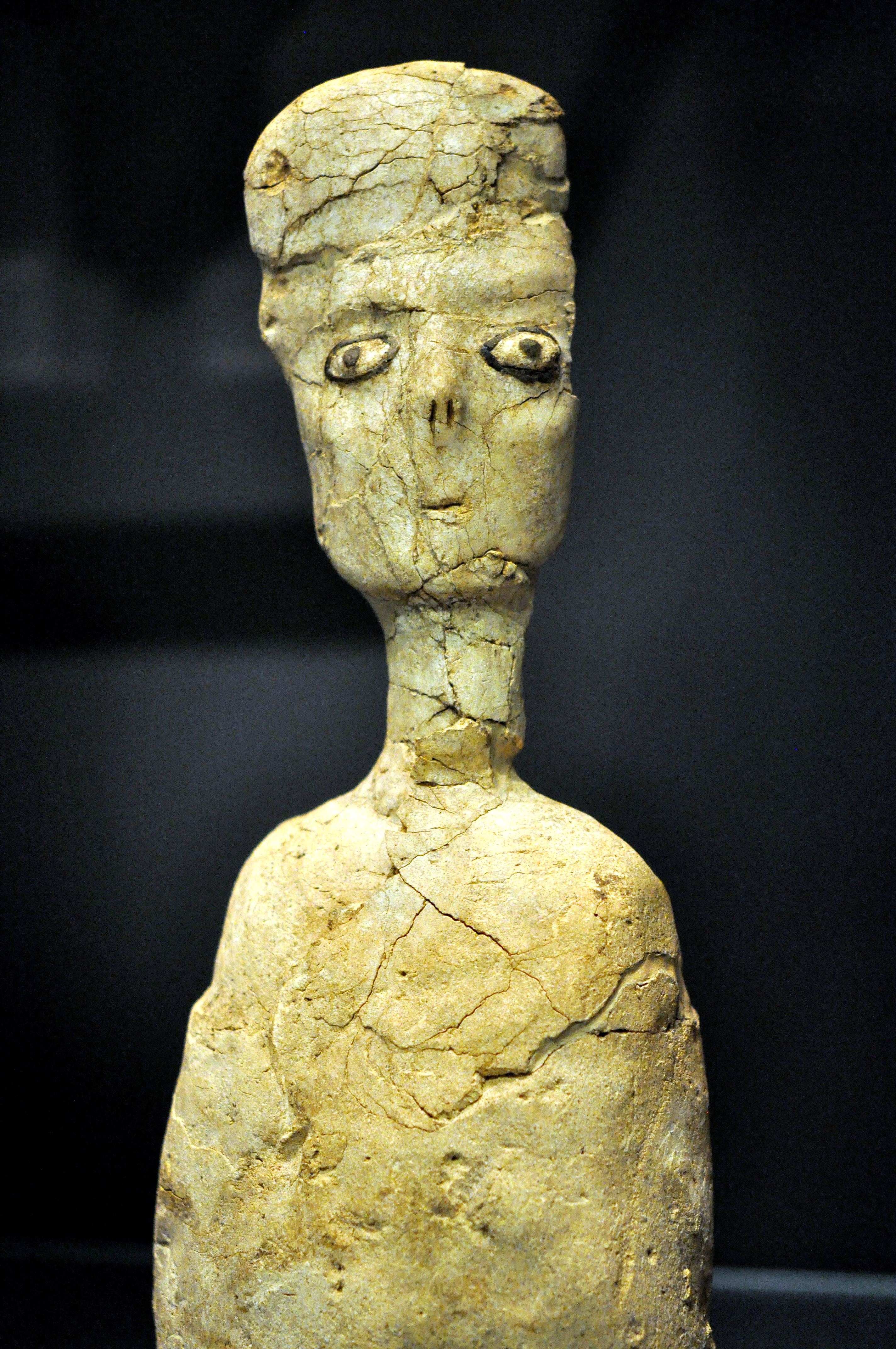
Mica, no Museu Britânico
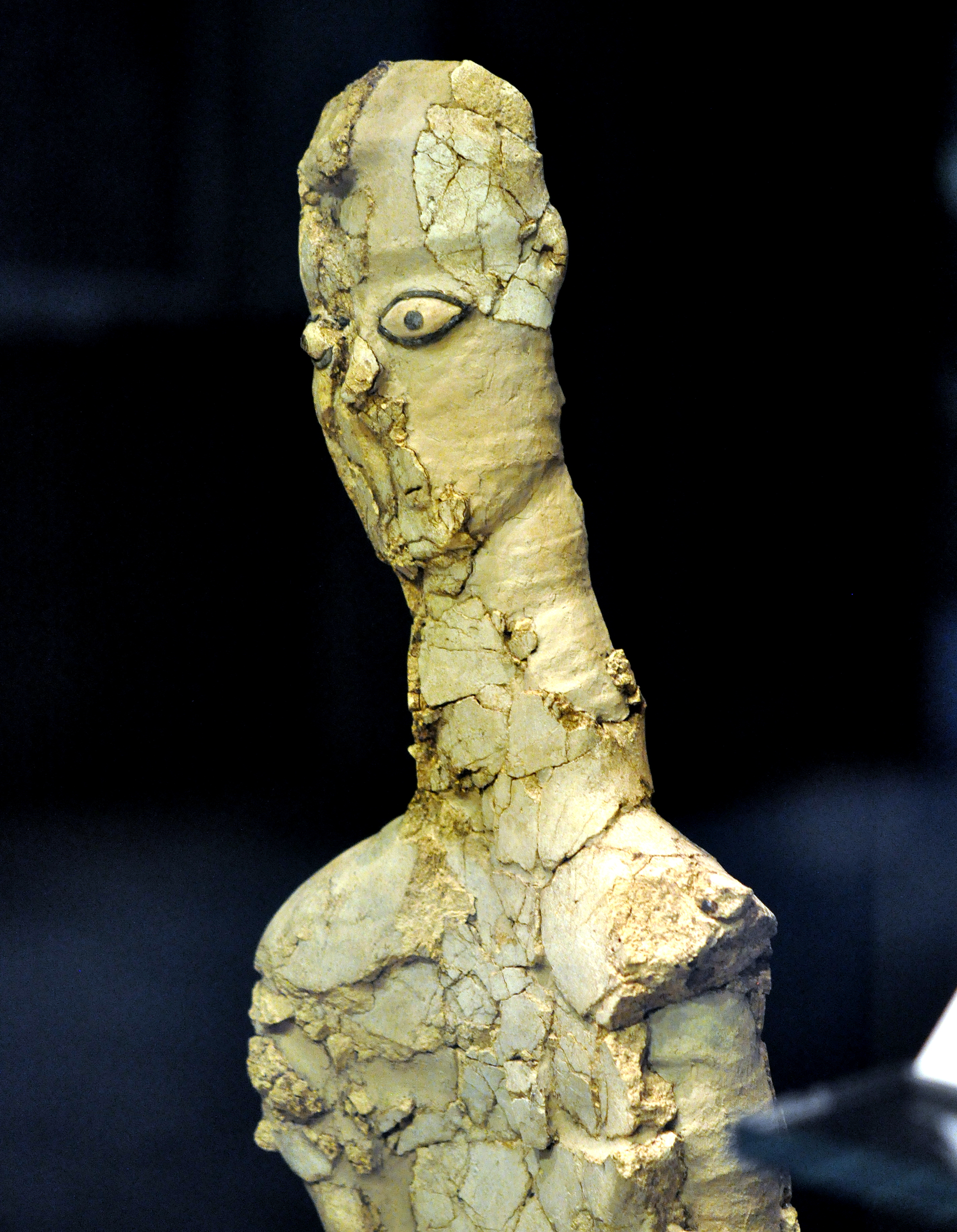
Noé, no Museu Britânico
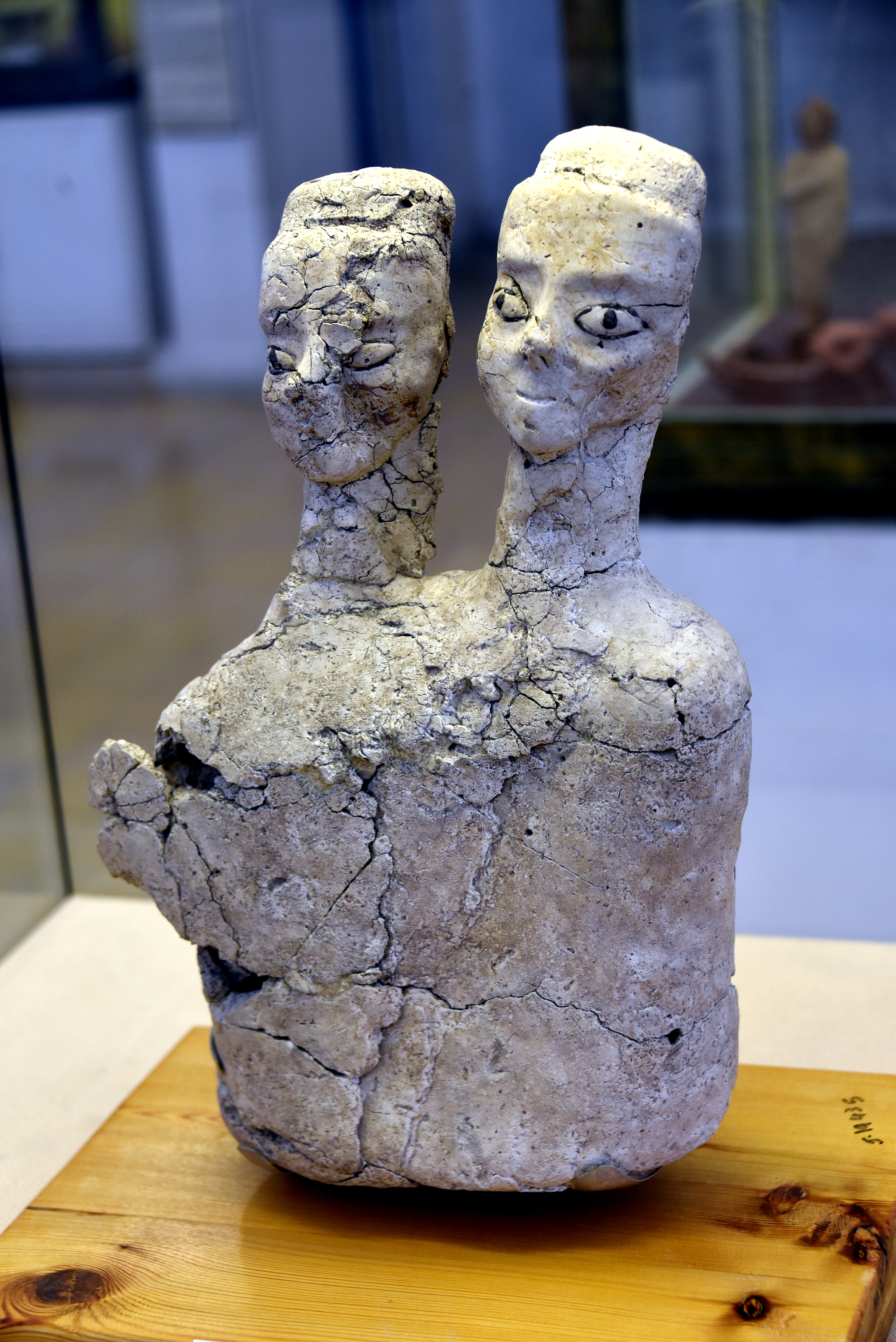
Estátua de duas cabeças no Museu Arqueológico da Jordânia
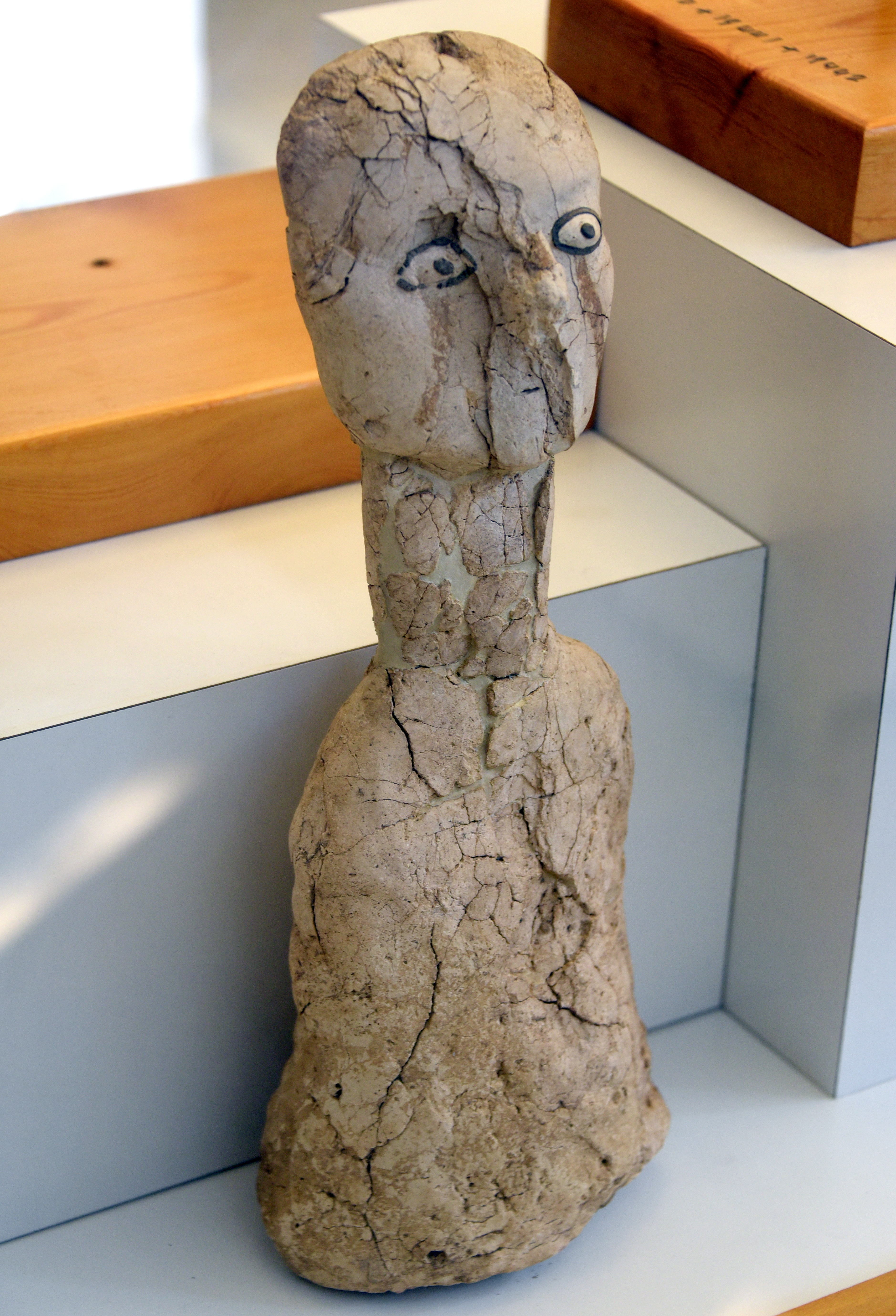
Estátua no Museu Arqueológico da Jordânia
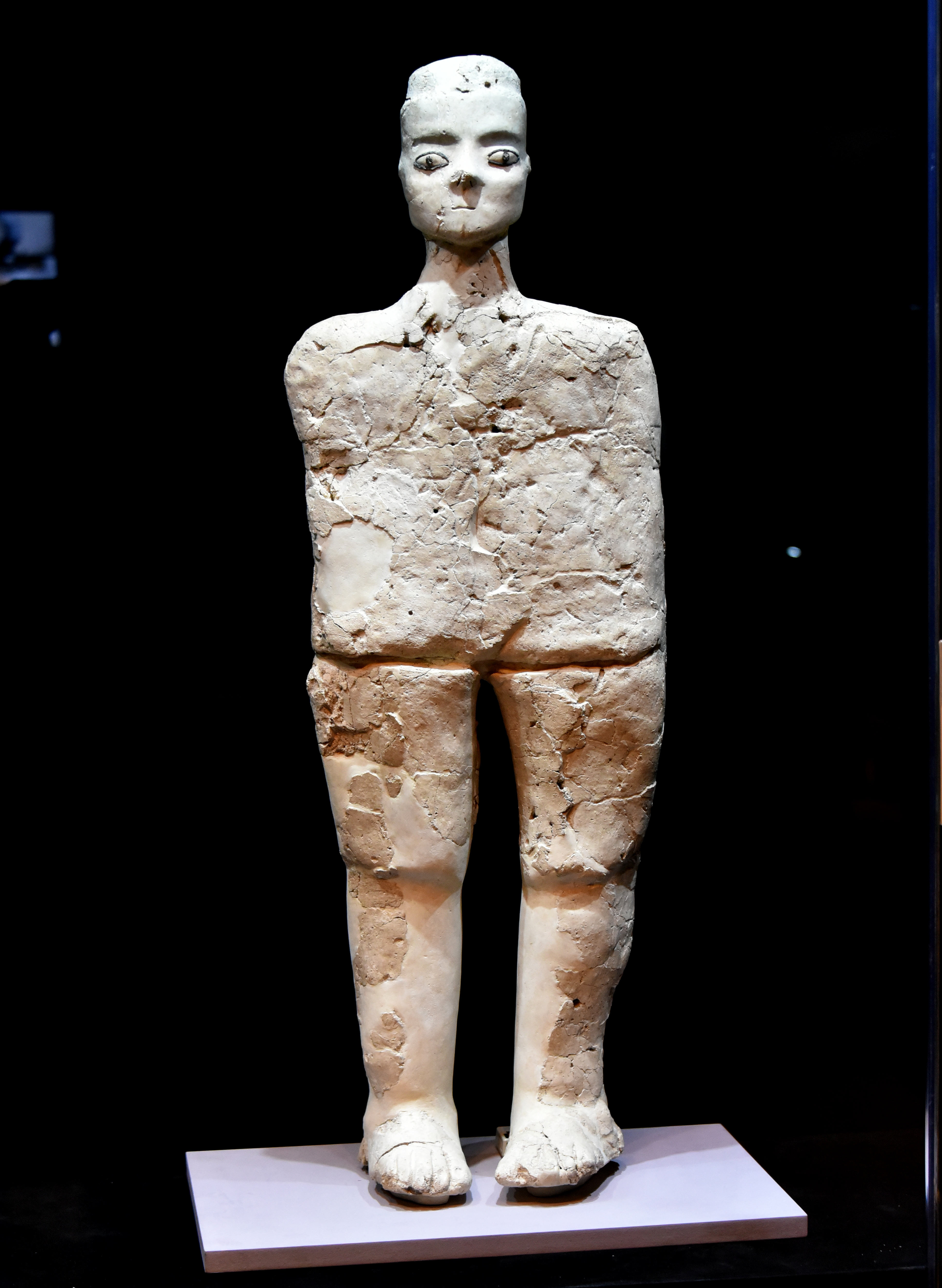
Estátua no Museu Arqueológico da Jordânia